# 카발리아
카발리아(이탈리아어: Cavaglia)는 스위스 그라우뷘덴주의 발포스키아보(Val Poschiavo) 서쪽 측면에 있는 작은 마을이다. 해발 1,703m에 있으며 같은 이름의 마을에서 북서쪽으로 약 4.7km 떨어진 포스키아보 시정촌에 있다. 두 마을 사이의 고도 차이가 700m이기 때문에 도로로 두 마을 사이의 거리는 11km이고 기차 여행은 25분이 걸린다.
카발리아역은 유네스코 세계 문화 유산인 알불라/베르니나 풍경에 있는 래티셰 철도의 일부를 형성하는 베르니나 철도의 정류장이다. 관광 명소에는 자연 산책로와 빙하 물랭 및 기타 빙하 구조물에 의해 형성된 깊은 움푹 들어간 곳이 포함된다.
카발리아에 있는 카발리아 수력 발전소는 7MW의 설치 용량을 갖고 있으며, 팔뤼호에 있는 팔뤼 발전소에서 지하 가압 파이프라인을 통해 전력을 공급받는다. 두 공장을 연결하는 800m 터널에는 공장을 견학하는 동안 대중에게 개방되는 푸니쿨라 철도도 있다. 카발리아역의 유출구는 카발리아쉬강으로 흘러 들어가며, 이 강은 다시 산카를로의 로비아 발전소로 가는 파이프라인을 공급한다.